# Liste des quartiers de Lyon
| \| Bellecombe Point-du-JourLes Pentes St-Rambert Villette Croix-Rousse Fourvière Vieux Lyon St-Just Guillotière Perrache Vaise Gerland Grand Trou Vaise La Duchère Part-Dieu Brotteaux Bellecour Confluence Monplaisir Montchat Sans Souci Bachut États-Unis Mermoz \| Localisation des principaux quartiers de Lyon. |
| Bellecombe Point-du-JourLes Pentes St-Rambert Villette Croix-Rousse Fourvière Vieux Lyon St-Just Guillotière Perrache Vaise Gerland Grand Trou Vaise La Duchère Part-Dieu Brotteaux Bellecour Confluence Monplaisir Montchat Sans Souci Bachut États-Unis Mermoz                                                      |

Les quartiers de Lyon ne forment pas une entité admistrative bien qu'il existe trente-six conseils de quartiers depuis 2002 pour faire vivre une démocratie participative.
Les quartiers de Lyon font référence à des entités historiques disparues (dont des communes fusionnées) et des réalités géographiques (à l'image de la Confluence) mais plus encore correspondent à des usages courants et mouvants, c'est pourquoi il est parfois difficile d'en circonscrire le pourtour.
On peut discerner les quartiers historiques bien définis, les quartiers qui ont perdu de l'importance au fil des années (comme Le Grand Trou par exemple) et les nouveaux quartiers qui se sont édifiés à la périphérie de la ville historique pour accueillir une population de plus en plus urbanisée.
Il n'en reste pas moins, d'une façon générale, qu'un arrondissement se subdivise en un ensemble de quartiers et qu'un quartier déborde rarement sur deux arrondissements, même s'il existe des exceptions comme le quartier de la Guillotière, à cheval sur les 3e et 7e arrondissements.

## Les quartiers entre Saône et Rhône

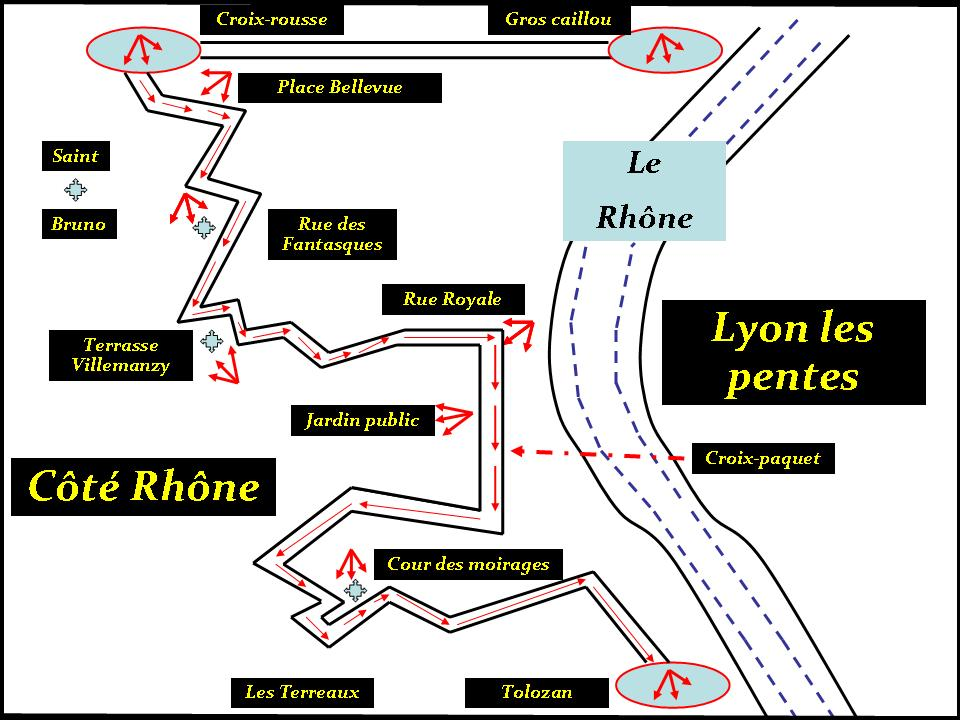
La montée des Pentes côté Rhône

### 1erarrondissement
Le premier arrondissement de Lyon couvre une superficie répartie en deux ensembles distincts, eux-mêmes subdivisés : les pentes de la Croix-Rousse et le nord de la Presqu'île.

#### Les «Pentes de la Croix-Rousse»
La Croix-Rousse constituait une commune indépendante jusqu'à son rattachement à Lyon en 1852 et forme depuis le 4e arrondissement, tandis que les pentes qui les séparent de la Presqu'île forment la majeure partie du 1er arrondissement.
La partie centrale des Pentes a pour épine dorsale la montée de la Grande-Côte qui monte en quasi ligne droite depuis la place des Capucins jusqu'au boulevard de la Croix-Rousse sur le plateau. C'est une zone fortement escarpée qui se termine par un jardin planté de mûriers , des paliers ont été aménagés pour couper la pente. 

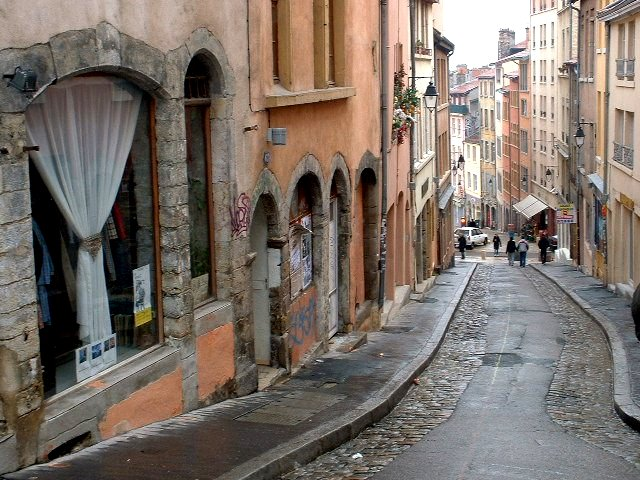
La Montée de la Grande-Côte

Les transversales, adossées aux contreforts du plateau de la Croix-Rousse, ouvrent vers le Rhône en de multiples ruelles, escaliers et places dont celle du « quartier de Croix-Paquet », ancien terminus du funiculaire devenu une station du métro à crémaillère qui remonte tout le quartier. La partie centrale des pentes est fréquemment elle-aussi subdivisée entre le « Bas des Pentes », dit aussi « quartier de Sainte-Catherine », resté populaire et très étudiant, et le « Haut des Pentes » plus bourgeois-bohème.
Le « quartier des Chartreux » s'étend à l'ouest des Pentes dans un large coude au-dessus de la Saône qu'emprunte le cours Général-Giraud pour remonter vers le boulevard de la Croix-Rousse ; il se termine par le fort Saint-Jean qui domine le méandre saônois et tire son nom de l'église Saint-Bruno, seule église baroque lyonnaise. C'est un quartier bourgeois, résidentiel et vieillissant apprécié des cadres cherchant le calme au cœur de Lyon.
Le « quartier Saint-Clair » à l'est débute toute en bas sur le replat formé le long du Rhône et remonte à l'époque de l'aménagement du quartier par Jacques-Germain Soufflot dans la décennie des années 1750. Le quartier se poursuit jusque dans la commune de Caluire-et-Cuire. Le quai portait le nom de Saint-Clair jusque dans les années d'après-guerre mais se nomme désormais quai André-Lassagne  à Lyon en hommage au résistant lyonnais. Au-dessus, les contreforts du Rhône offrent des points de vue depuis la montée Saint-Sébastien jusqu'à la place Bellevue en passant par la terrasse de Villemanzy.

#### Le «Haut de la Presqu'île»
Le « quartier des Terreaux » au sud de l'arrondissement dépend de la Presqu'île de Lyon et l'axe qu'il forme jusqu'à la place Bellecour constitue le centre de la ville. Il accueille autour de la place la mairie centrale de Lyon abritée dans l'hôtel de ville baroque construit sous Louis XIV et figurant Henri IV. On retrouve sur la même place le musée des Beaux-Arts cis dans le Palais Saint-Pierre et la fontaine Batholdi, tandis que l'Opéra de Lyon transformé par Jean Nouvel est excentré côté Rhône au niveau de la place Louis Pradel. Les ruelles autour de celle de l'Arbre Sec forment le lieu historique d'affirmation de la communauté LGBT à Lyon, coloration aujourd'hui moins présente mais toujours vivante, en témoigne le festival des Rues de l'Amour et des Fiertés (2023).
Le « quartier de la Martinière-Saint-Vincent », situé à l'ouest des Terreaux, remonte à l'église du XIIe siècle dédiée à saint Vincent aujourd'hui disparue mais doit surtout sa réputation à l'ensemble scolaire de la Martinière fondé en 1826. Il se déploie autour de la très animée place Sathonay qui abrite la marie du 1er arrondissement ; le quartier accueille également les halles de la Martinière dans un ancien marché couvert de 1836 rénové, la fresque des Lyonnais qui présente les grands personnages de l'histoire de la ville et la salle Rameau, une salle de concert style art nouveau inaugurée en 1908.
Le « quartier Saint-Nizier » forme une entité historique autour de la rue Lanterne et l'église Saint-Nizier à cheval sur les 1er et 2e arrondissements. C'est un quartier historique de la bourgeoisie marchande lyonnaise qui fait face au quai Saint-Antoine où se tient le principal marché de Lyon et ou se déploie désormais un jardin fluvial en contrebas. C'est entre Saint-Nizier et les Jacobins que s'étend la rue Mercière, une rue piétonne bordée de bâtiments historiques épargnés par le Second Empire devenue un haut lieu de la restauration du monde comme de la cuisine lyonnaise.

### 2earrondissement

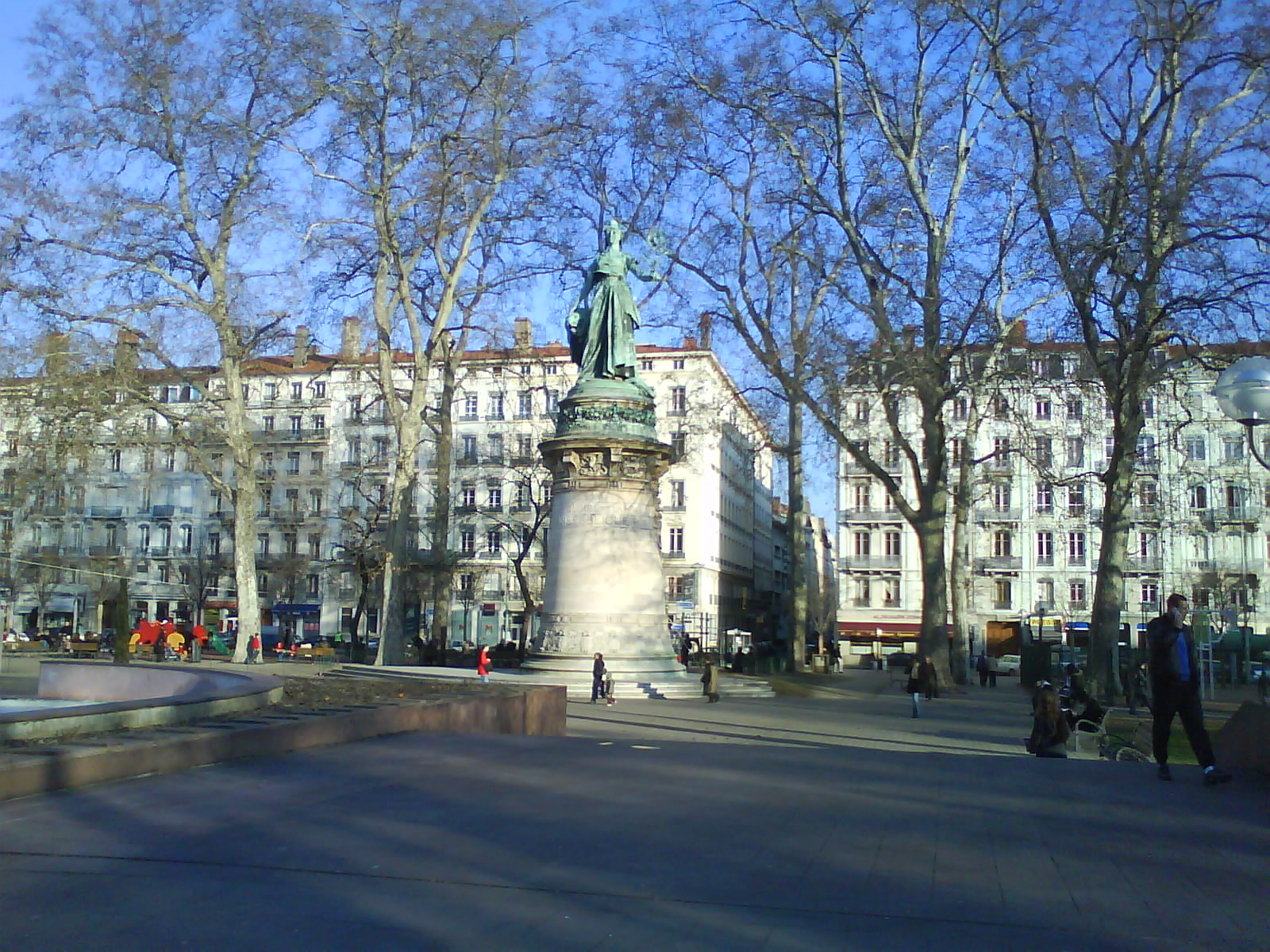
La Place Carnot devant Perrache

Les cinq principaux quartiers qui le composent sont du sud au nord : la Confluence, Sainte-Blandine, Perrache, Ainay et Bellecour. Ils constituent la majeure partie de la presqu'île, depuis le confluent de La Mulatière jusqu'à l'orée de la place des Terreaux située dans le 1er arrondissement.

#### Le «Bas de la Presqu'île»
Le « quartier de la Confluence » est située à la pointe sud de la Presqu'île et correspond à l'ancien port de Lyon, le port Rambaud, ainsi qu'au Marché gare de Lyon. Ils ont été déplacés respectivement au port Edouard Herriot et à Corbas pour laisser place à un nouveau quartier d'habitations et d'activités dont les fleurons sont le musée des Confluences au sud et la darse au nord.
Cette ZAC est toujours en cours d'aménagement mais compte déjà des lieux d'importance : les sièges de la région AURA, d'Euronews et du Progrès, mais aussi des lieux culturels comme la Sucrière ou la SMAC du Marché gare. Malgré les immeubles sociaux intégrés au programme de construction, la Confluence est un quartier aisé pointé du doigt pour sa participation à la gentrification de la pointe de la Presqu'île.
Le « quartier de Sainte-Blandine » est situé entre le nouveau quartier de la Confluence et la gare de Perrache. Le quartier traversé par le cours Charlemagne est historiquement un quartier populaire de Lyon, rejeté derrière les rails de la gare qui constituent avec le centre d'échanges de Perrache une barrière physique au coeur de la Presqu'île. Entre le port et la gare, il a accueilli des logements ouvriers comme les Cités Mignot ou Perrache et souffert d'une mauvaise image, en lien notamment avec la prostitution et la pollution générée par le trafic autoroutier de la A7-M7.
Toutefois, avec la transformation accélérée de la Confluence, le départ du port fluvial et des activités industrielles, la création de deux lignes de tramway T1 et T2, ou encore le déclassement de l'A7, Sainte-Blandine connaît de profondes transformations de son tissu socio-économique qui devraient encore s'accroître avec le projet d'ouverture du centre d'échangeur de Perrache même s'il reste pour le moment un quartier classé en veille active par la Politique de la Ville.

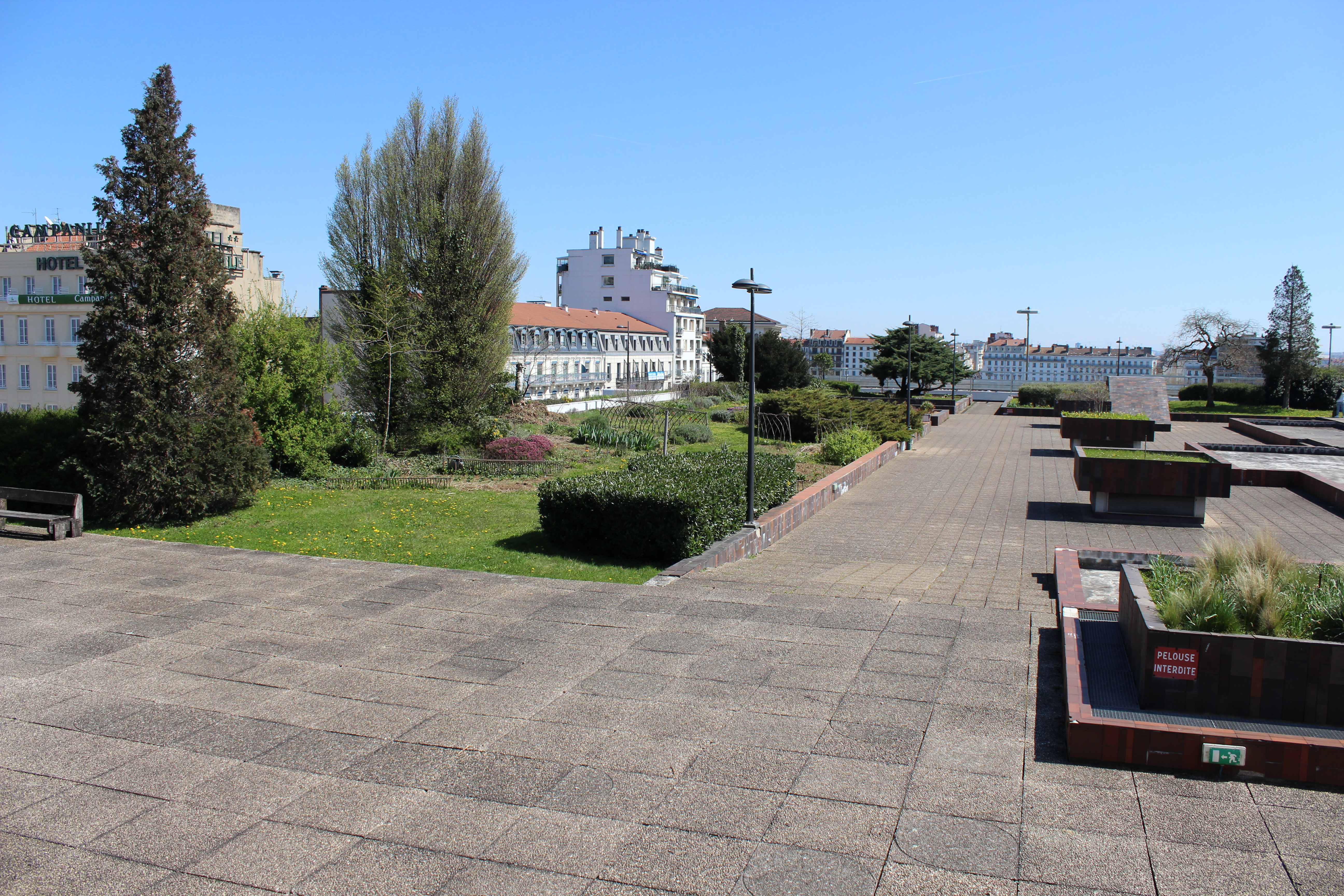
Les jardins suspendus à Perrache

Le « quartier de Perrache » est lui-même constitué de la gare du même nom (appelée aussi Les Voûtes) avec d'un côté au nord la place Carnot et de l'autre au sud la place des archives. Le quartier est surtout un lieu de passage du fait de la présence de la deuxième gare ferroviaire et de la principale gare routière de Lyon, de la ligne A du métro, de deux lignes de tramway et de l'A7-M7. Toutefois, il accueille également une institution de la gastronomie lyonnaise, la célèbre Brasserie Georges, ainsi que des jardins suspendus et l'Université catholique.

#### Le «cœur de la Presqu'île»
Le « quartier d'Ainay », du nom de la basilique romane Saint-Martin d'Ainay, a pour axe principal la rue piétonne Victor-Hugo qui relie la place Carnot (en face de la gare de Lyon-Perrache) à la place Bellecour. C'est un quartier ancien, historiquement lié à la noblesse et la grande bourgeoisie lyonnaises, qui compte encore aujourd'hui de nombreux édifices à vocation religieuse ou qui sont la propriété de l'Église catholique, avec une forte présente jésuite : le lycée Saint-Marc, l'Espace Saint-Ignace ou encore la chapelle Paul-Couturier investie par la Communauté du Chemin Neuf. C'est un quartier qui se rajeunit au profit des cadres et des étudiants à mesure que les grandes familles lyonnaises le désertent au profit de l'Ouest lyonnais.

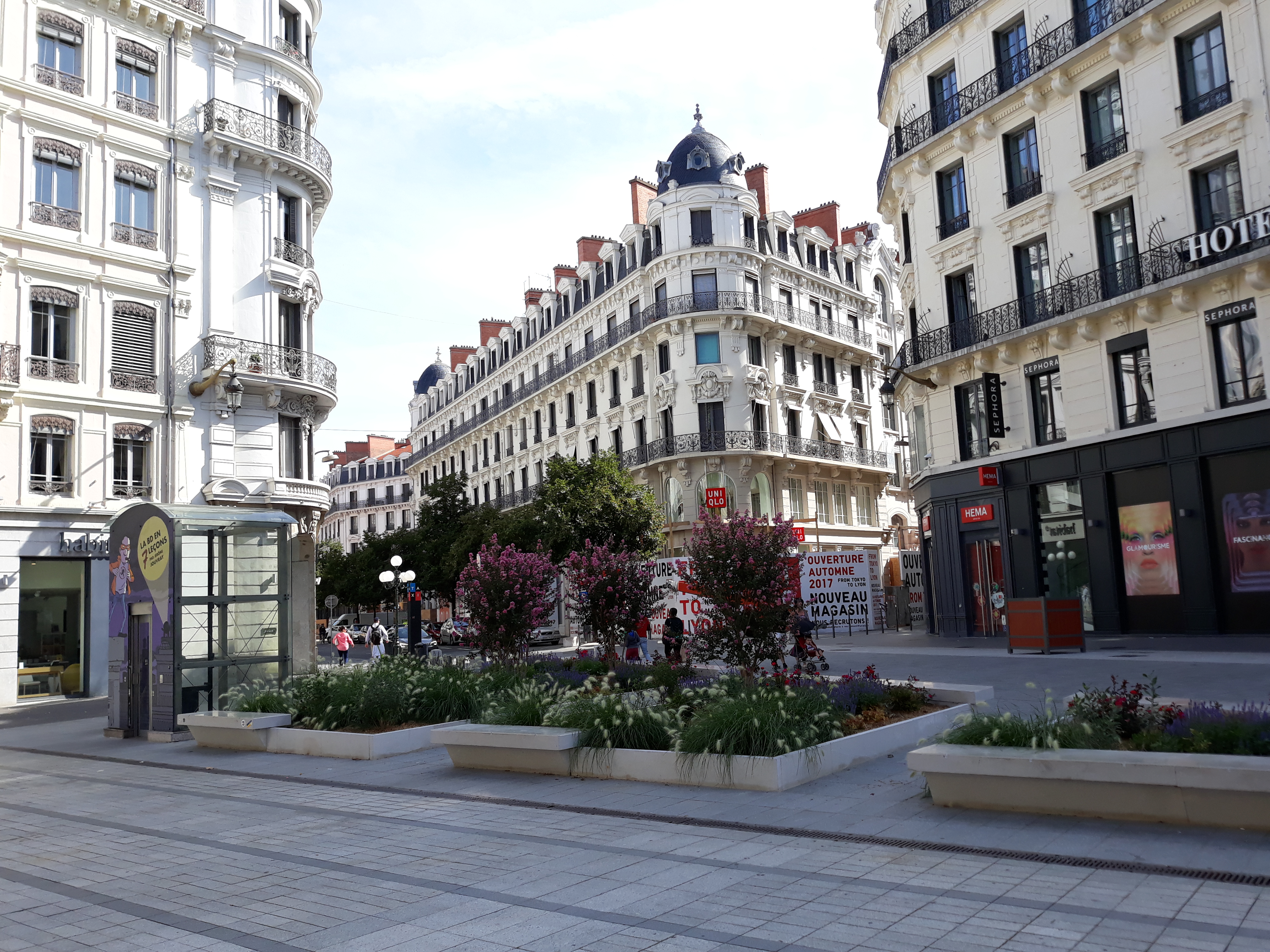
La Place de la République.

Le « quartier de Bellecour » et son immense place éponyme est le cœur de Lyon depuis le XVIIe siècle, époque à laquelle le centre de la ville se déplace de la rive droite de la Saône (quartier Saint-Jean) vers le centre de la Presqu'île, après les aménagements des rives de la Saône et surtout du Rhône qui évitent que la Presqu'île soit trop souvent inondée.
Outre le pourtour de la place Bellecour, le quartier se subdivise en plusieurs autres quartiers moins étendus : 
- le « quartier des Jacobins », du nom de la place située entre la rue de la République et les quais de Saône, qui abrite de nombreuses enseignes de luxe dans la rue du président Edouard-Herriot ;
- le « quartier des Cordeliers », plus au nord, autour de la place du même constitue une voie centrale, donnant à la fois sur les quais du Rhône et de la Saône autour du tronçon central de la Rue de la République marqué par le Palais de la Bourse. Il compte aussi l'Église Saint-Bonaventure, seul édifice médiéval encore en place dans la partie nord du 2e arrondissement, ainsi que l'ancien Grand Bazar, reconstruit récemment tout en panneaux de vitres et qui reflète les bâtiments de la place.
- le « quartier Grôlée » s'est imposé pour le secteur des Cordeliers autour de la rue Grôlée et qui compte de nombreux bâtiments propres au style de l'architecture bancaire[9] ou des grands magasins, en particulier côte Rhône. Il compte de nombreux édifices classés aux Bâtiments de France qui ont connu de nombreux déboires financiers au début des années 2000-2010[10] avant de redevenir le quartier commerçant qu'il avait été par le passé en accueillant de grandes enseignes : Decathlon, Boulanger, Uniqlo... ainsi que le Hard Rock Café de Lyon.

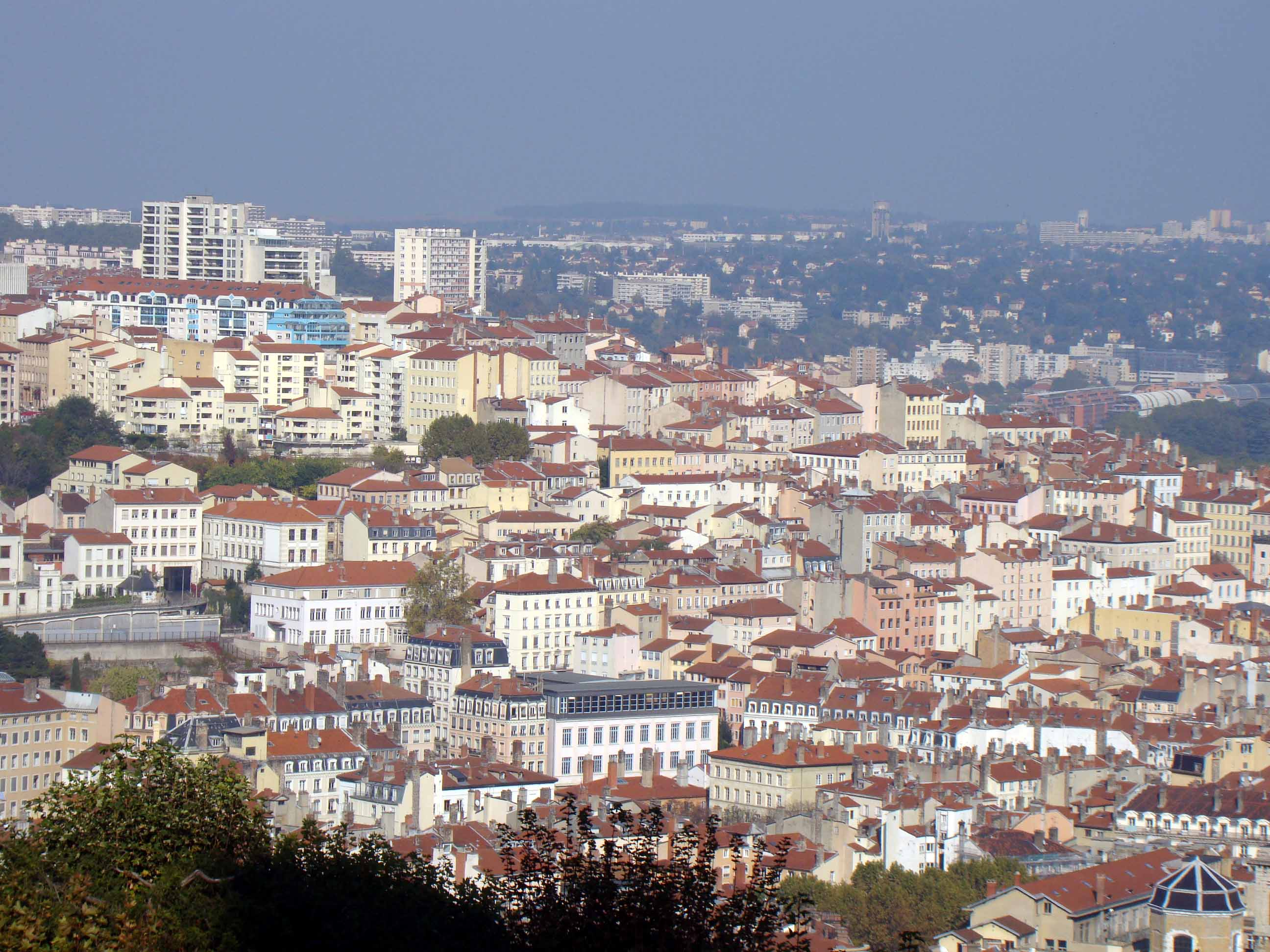
La Croix-Rousse vue de Fourvière

### 4earrondissement
Le 4e arrondissement correspond à l'ancienne commune de la Croix-Rousse située sur un promontoire avancé du plateau de la Dombes. Surnommée « le Plateau » ou la « colline qui travaille » par opposition à la « colline qui prie » dans le 5e arrondissement, la Croix-Rousse constitue un seul et même grand quartier mais est habituellement divisée en cinq parties.
Croix-Rousse centre s'articule autour du boulevard des Canuts et des rues perpendiculaires jusqu'à la très commerçante Grande rue de la Croix-Rousse qui se poursuit jusqu'à la frontière de Caluire-et-Cuire  où est implanté le grand hôpital de la Croix-Rousse ; le Gros Caillou se déploie autour de la Place de La croix-Rousse, c'est un secteur largement réaménagé au début du XXIe siècle qui doit son nom nom au gros bloc de granit qui est le symbole de la Croix-Rousse ; il constitue une zone de transition entre les Pentes et le coeur du Plateau ;

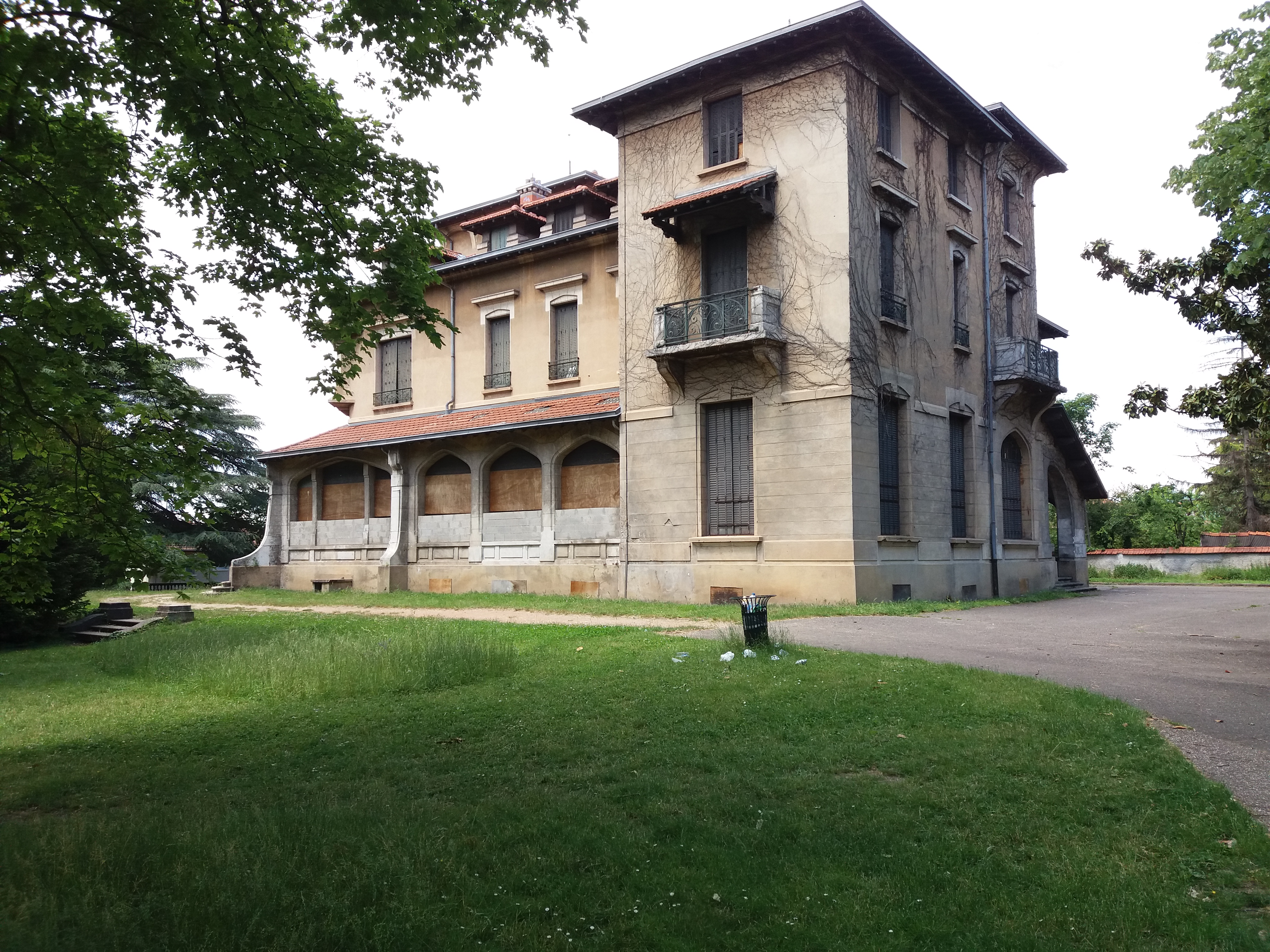
La Villa au cœur du parc Chazière

Le « quartier du Serin », en contrebas du plateau, du nom de l’ancien bourg avec son quai qui sous plusieurs noms va du fort Saint-Jean à l'ancienne piscine de Lyon-plage à la limite de Caluire, possède son propre conseil de quartier Croix-Rousse-Saône et regarde davantage vers Vaise que la Croix-Rousse ;
L'ouest de Croix-Rousse, qui se déploie autour de la place Flammarion et du lycée public Saint-Exupéry ; c'est la partie vieillissante de la Croix-Rousse qui accueille également le cimetière de la Croix-Rousse mais aussi les parcs dont celui de Chazière et de la Cerisaie ;
L'est de Croix-Rousse à l'est de la Grande rue de la Croix-Rousse est structuré par la rue Belfort ; c'est le centre historique de la soierie lyonnaise et possède de nombreux immeubles canuts prisés de la riche bourgeoise-bohème lyonnaise et anciennement parisienne de gauchequi y a multiplié les "jardins de rue".

## Les quartiers côté Saône

### 5earrondissement

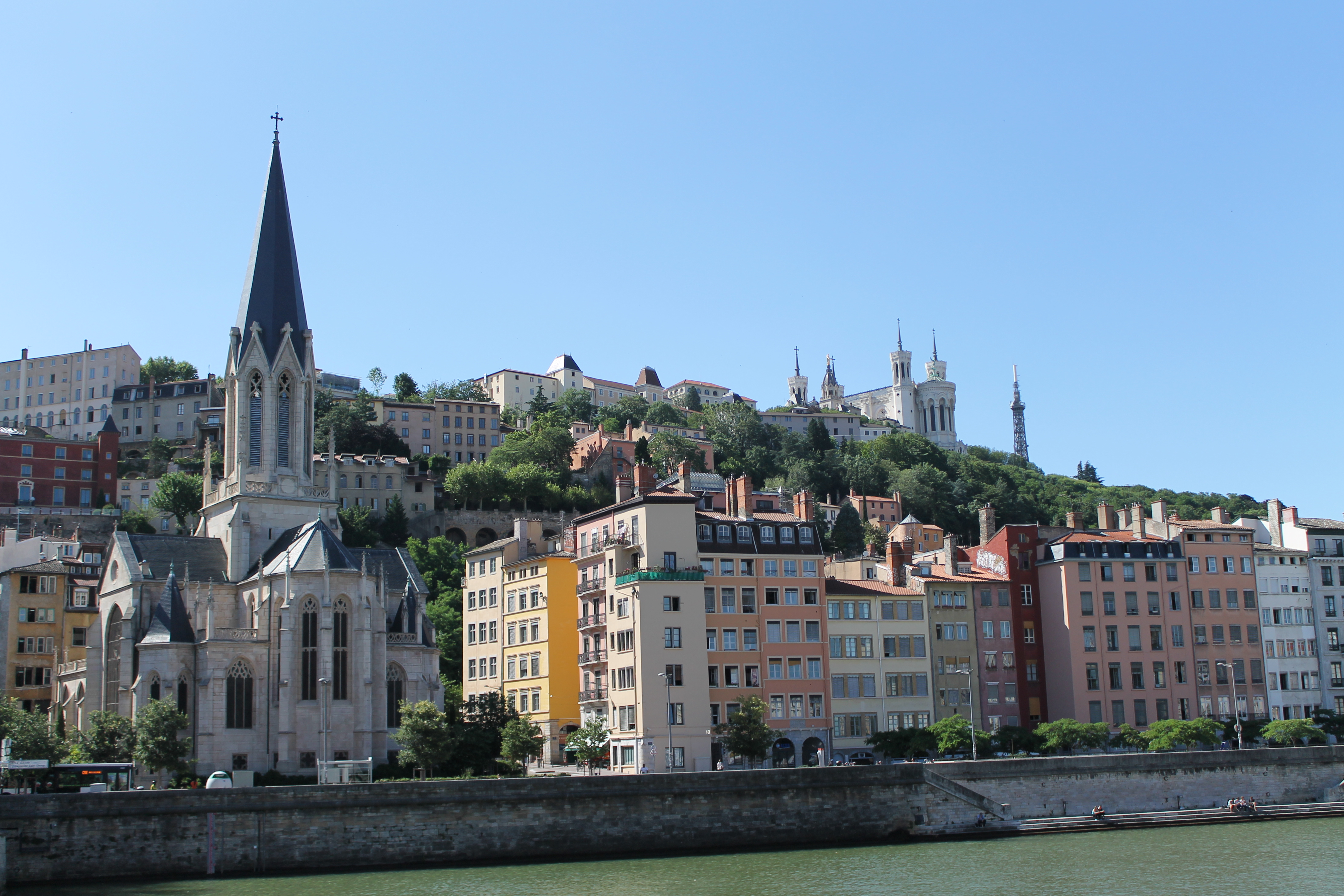
Saint-Georges au pied de Fourvière

Il comprend les quartiers historiques de Lyon qui remontent à Lugdunum, de sa fondation à l'époque de Jules César jusqu'à la fin du Moyen Âge et à la Renaissance mais aussi toute une série de quartiers plus récents qui se sont constitués derrière la colline de Fourvière.
Le « Vieux Lyon » est le quartier le plus ancien et le plus touristique de la ville ; ses ruelles et ses traboules se sont développées le long de la rive droite de la Saône. Il se découpe, du nord au sud, en trois quartiers : le « quartier Saint-Paul » avec ses rues médiévales (rue Juiverie, Rue de Gadagne par exemple) et le Temple du Change ; le « quartier Saint-Jean » avec la primatiale Saint-Jean, la maison du Chamarrier ou encore la Tour Rose ; et le « quartier Saint-Georges » qui est le quartier original des canûts avant qu'ils ne s'installent à la Croix-Rousse et le décor historique des aventures de Guignol sur la place de la Trinité
La colline de Fourvière comprend une multitude de petits quartiers qui se sont élevés sur les pentes de la colline de Fourvière autour de sa basilique et son célèbre panorama sur toute la ville : les quartiers de l'Antiquaille autour de l'hopital du même nom créé au sein de l'ancien couvent des Visitandines, de la Sarra qui abrite une surprenante piste de ski urbaine abandonnée et reconvertie en descente de VTT, de Saint-Just relié aux Vieux-Lyon par un funiculaire en activité et de Saint-Irénée avec ses vestiges romains : aqueduc, odéon, tombeaux et surtout un théâtre, siège d'un célèbre festival estival appelé les Nuits de Fourvière.
Les quartiers du Point du Jour, de Champvert (dont l'artère principale, l'avenue Barthélemy Buyer, traverse le quartier d'est en ouest sur le tracé de l'ex-nationale 7), de Ménival, des Battières et de l'Étoile d'Alaï, longtemps restés verdoyants et prisés de la bourgeoisie lyonnaise pour leurs parties de campagne, s'urbanisent surtout à partir du XXe siècle ; ils s'étendent jusqu'à frontière de la commune de Tassin-la-Demi-Lune et demeurent plus difficilement accessibles du reste de Lyon par la colline de Fourvière jusqu'à ce que l'hypothétique et très débattu métro E (ou un projet concurrent) ne soit réalisé. Ce sont des quartiers résidentiels de classe moyenne inférieure à supérieure.
Le « quartier Pierre Scize » constitue la partie de cet arrondissement qui longe les quais de Saône. Il s'étend du quartier Saint-Paul jusqu'à l'ancienne école vétérinaire dans l'ancien clos des Deux-Amants sur le quai Chauveau à la limite du 9e arrondissement. Longtemps voie de passage des marchands venus du nord pour emprunter les ponts de Lyon et principal accès vers la commune de Vaise, son importance commerciale a décliné à l'époque contemporaine avec la multiplication des traversées sur le Rhône et la Saône, et plus encore après la construction d'une ligne de métro sous la colline Fourvière en direction du 9e arrondissement. Il reste un lieu de promenade prisé sur les quais piétons qui permettent de contempler depuis l'autre rive ses façades héritées de l'Époque moderne.

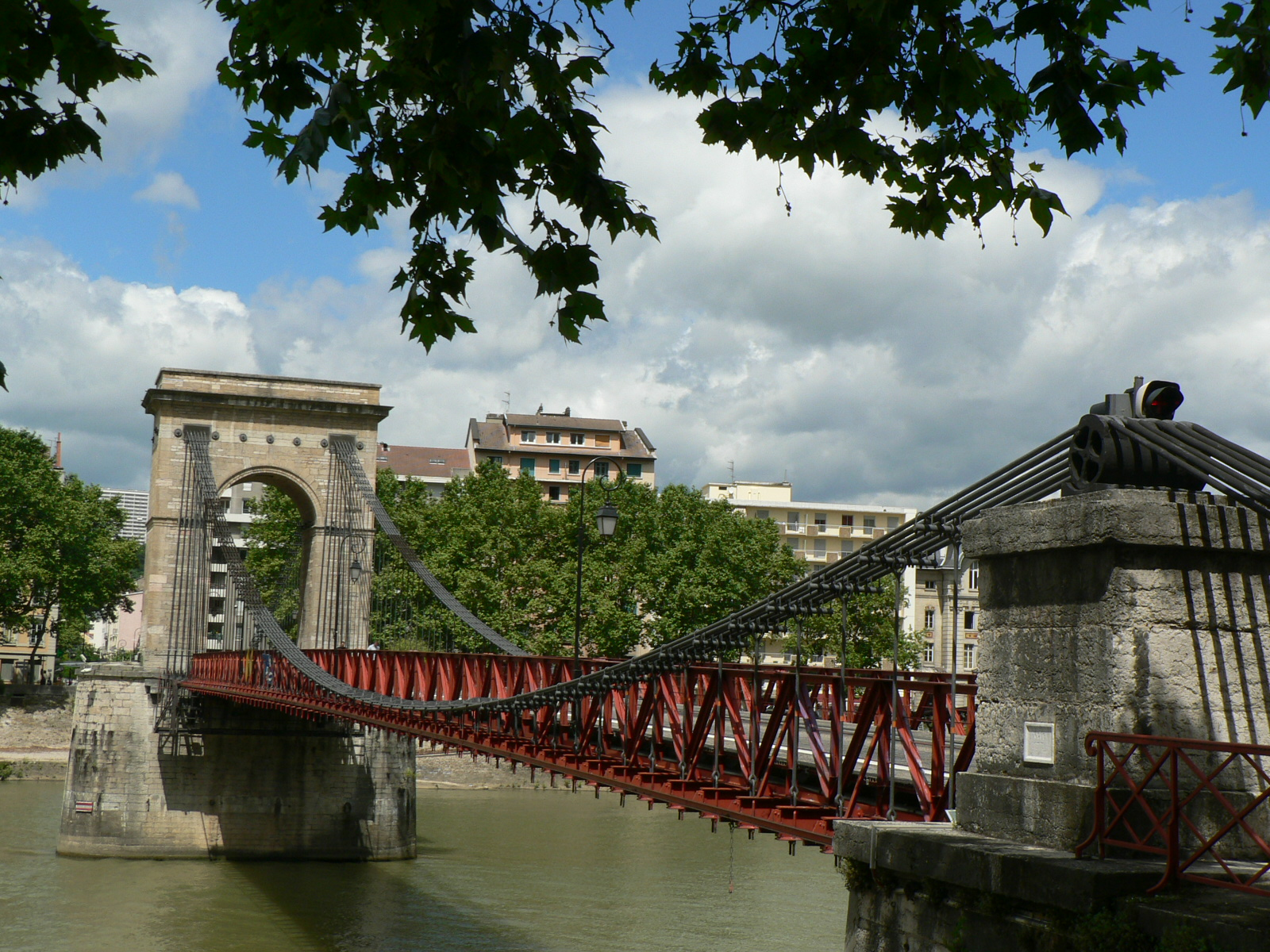
Passerelle Masaryk sur la Saône

### 9earrondissement
Le développement urbain s'est fait à partir du quartier ancien de Vaise, quartier ouvrier où se trouvait la grande usine Rhône-Poulenc, aujourd'hui disparue. L'urbanisation s'est poursuivie par la création sur les hauteurs de Vaise d'une immense zone d'immeubles à loyer modéré dans les années soixante, devenue le quartier de La Duchère.
Situé juste au sud de Vaise, le quartier de Gorge de Loup, autrefois un quartier à vocation principalement tertiaire et industrielle, est depuis plusieurs années en pleine mutation. Les anciennes friches industrielles laissent place à des maisons de ville, des bâtiments résidentiels récents et des commerces. Juste au sud se trouvent les immeubles de La Gravière, dans le quartier de Champvert.

L'arrondissement s'est aussi doté d'un nouveau quartier, Saint-Rambert, issu de la commune de Saint-Rambert-l'Île-Barbe, rattaché à la ville de Lyon en 1964. Ce quartier s'étire le long de la Saône, de la gare d'eau au petit quartier de Rochecardon sur les hauteurs, jusqu'au pont de l'île Barbe et à l'île elle-même, jouxtant la commune de Saint-Didier-au-Mont-d'Or.

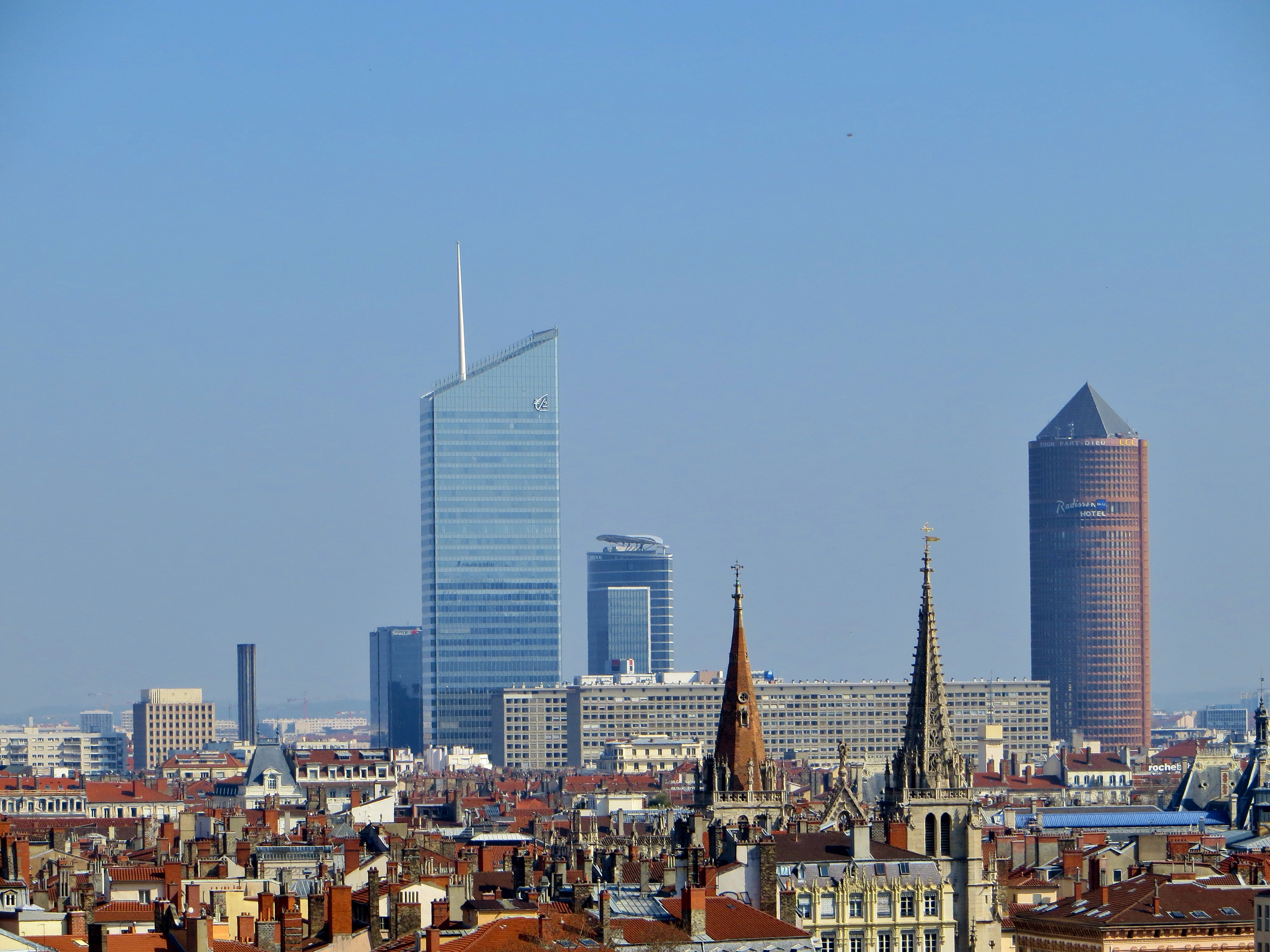
La skyline du CBD de la Part-Dieu

## Les quartiers côté Rhône

### 3earrondissement
Le 3e arrondissement correspond historiquement à la rive gauche du Rhône et à l'ancienne commune de la Guillotière, mais à mesure de l'extension urbaine de la ville de Lyon dans la plaine de l'Est lyonnais, il a été morcelé pour donner naissance aux 6e, 7e et indirectement 8e arrondissements.
Aujourd'hui c'est un territoire qui forme une longue bande est-ouest, du périphérique aux berges du Rhône dont le cœur est la gare de la Part-Dieu qui, avec la voie ferrée, coupe l'arrondissement en deux : d'une côté la porte du Rhône qui donne sur le centre commercial de la Part-Dieu et de l'autre la porte des Alpes qui ouvre sur la place de la Villette.

### Les quartiers «côté Part-Dieu»
Le « quartier de la Part-Dieu » à proprement parler constitue le second centre de Lyon depuis les années 1970 ; il est constitué d'un quartier d'affaires et d'un complexe administratif mais son centre de gravité est le grand centre commercial construit sur des terrains appartenant à l'armée. C'est après la Défense à Paris le quartier qui compte le plus de tours de grande hauteur dont la célèbre Tour du Crédit Lyonnais appelée maintenant Tour Part-Dieu (et surnommée « le crayon »), et les plus récentes Tour Silex², Tour Oxygène, Tour To-Lyon et Tour Incity. Le quartier accueille aussi l'auditorium de Lyon, la grande bibliothèque et surtout le "ventre de Lyon", les halles de Paul-Bocuse.
Le « quartier de la Préfecture » est formé d'immeubles du XIXe siècle et de la première moitié du XXe siècle qui prolongent au sud du cours Lafayette le plan à damier du 6e arrondissement. Très bourgeois non loin des quais du Rhône, il devient plus étudiant et bohème passé l'avenue du Maréchal-de-Saxe où il prend alors assez fréquemment le nom de « quartier de la place Guichard » où se situe la Bourse du Travail de Lyon en style art déco. La limite sud de ce quartier est marquée par la petite rue Chaponnay où commence administrativement le quartier de veille active beaucoup plus populaire de la Guillotière.

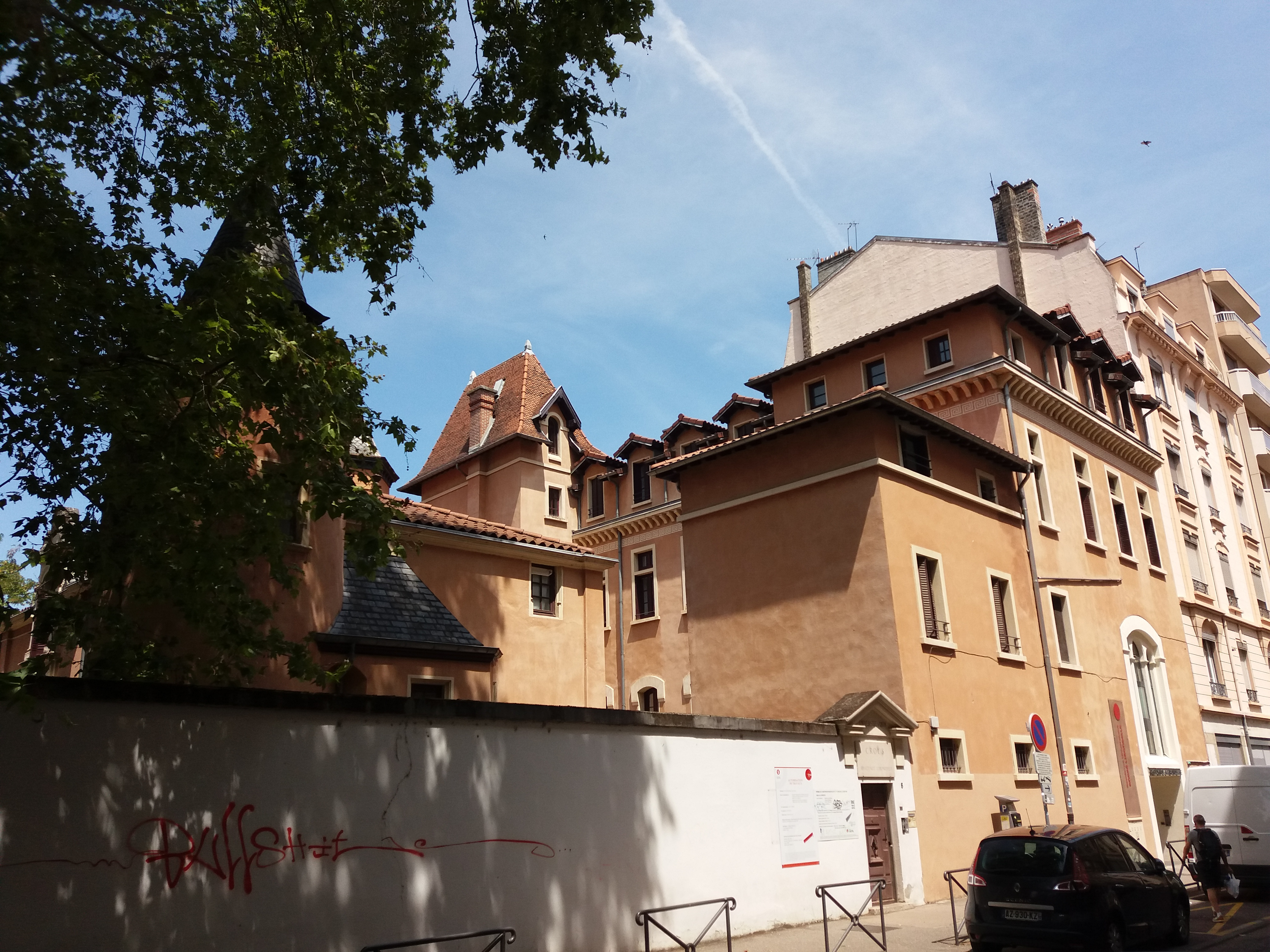
Résidence étudiante du CROUS dans l'ancien château de la Buire

Le quartier de « la Guillotière Nord » est séparé de sa partie sud par le cours Gambetta. C'est un quartier qui concentre une forte population d'origine maghrébine que les Lyonnais qui compte de nombreux commerces de pâtisserie orientale et de boucherie halal. S'il a su garder une âme populaire autour de la place Bahadourian, il concentre les critiques pour les nuisances survenues au niveau de la place du Pont tout en subissant un début de gentrification dont le front a atteint la place Voltaire où les commerces se renouvèlent progressivement. Le quartier est aussi appelé « Moncey » du nom de la diagonale piétonne qui relie la place du Pont à place Guichard.
Le « quartier de la Buire », également « Bir-Hakeim » du nouveau nom de la place en 1954, est un quartier très résidentiel au bâti récent qui correspond à l'ancien domaine du château de la Buire ; s'il est bâti dès le XIXe siècle entre la rue Paul Bert et l'avenue du Maréchal-de-Saxe, il est surtout célèbre pour avoir accueilli au sud les Chantiers de la Buire. Ces usines ont désormais totalement disparues du paysage urbain, l'îlot sud ayant été complètement transformé dans le cadre de la ZAC de la Buire dont le cœur est le Parc Jacob-Kaplan. Le château de la Buire existe toujours et a été réhabilité en résidence universitaire du CROUS.

### Les quartiers «côté Villette»
Le « quartier de la Villette » est le secteur situé au-delà des rails de la Part-Dieu et était au XIXe siècle un quartier d'industries rejetées loin des zones résidentielles du fait de ses nuisances mais à proximité de la voie ferrée pour le transport des marchandises. Le quartier s'est peu à peu urbanisé au XXe siècle et ne demeurent que de rares vestiges des anciens établissements industriels. Si la partie au nord de l'avenue Georges Pompidou qui forme l'axe du quartier doit beaucoup à l'architecture des années 1960-1970, la partie au sud oscille entre conservation du bâti avant-guerre et résidences contemporaines avec comme centre névralgique l'église et la place qui lui vaut désormais son nom de « quartier Sainte-Anne » du Baraban devenu assez prisé.

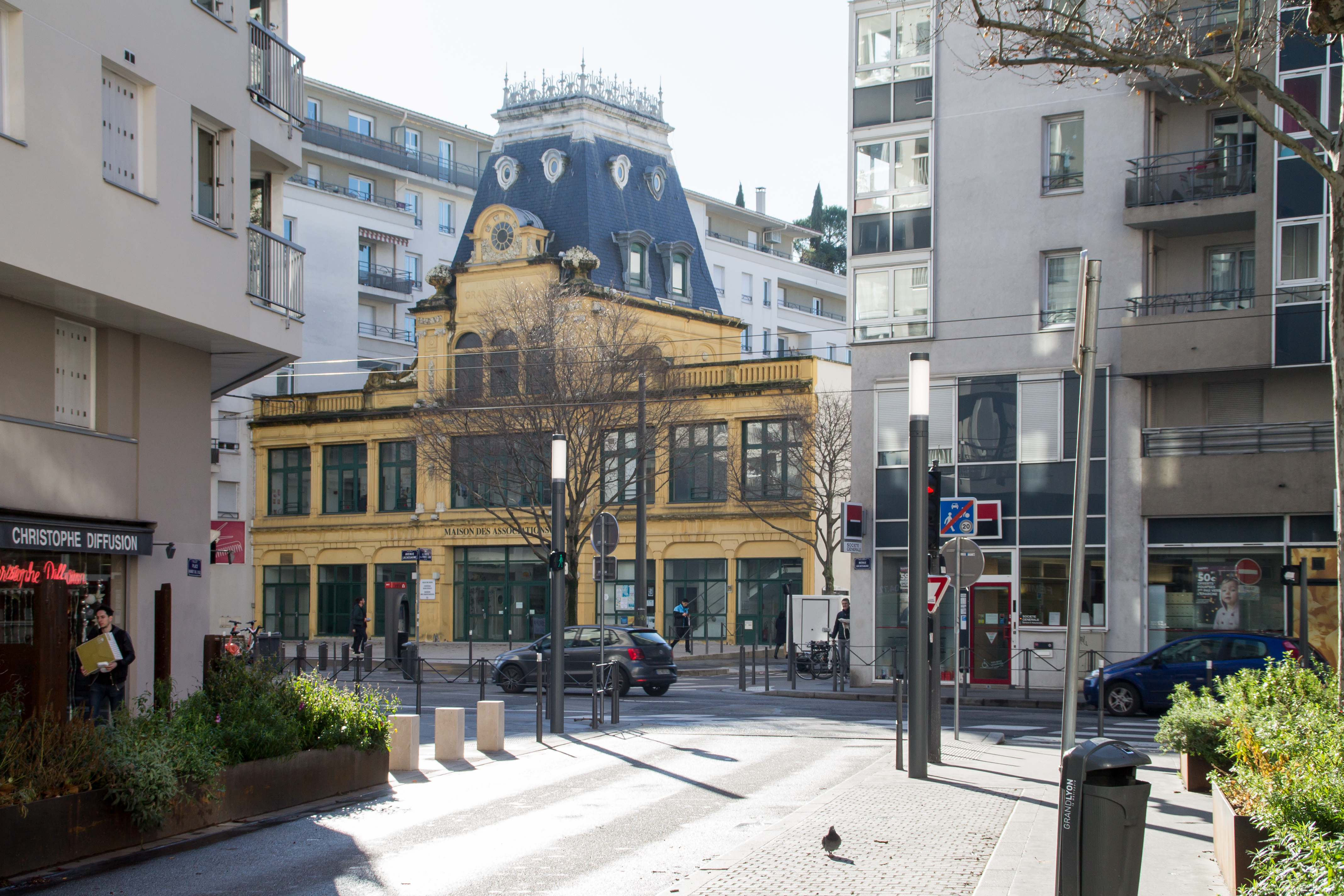
Le château de la MJC Sans-Souci

Le quartier « Sans Souci - Dauphiné » doit son nom au lotissement de Sans-Souci contemporain de celui de Monplaisir qu'il jouxte et à la rue du Dauphiné. Il est délimité au nord par l'avenue Félix Faure, à l'est par la rue Feuillat, au sud par le cours Albert Thomas. Il ne reste pas grand chose du projet de villages de campagne d'Henri des Tournelles à Sans-Souci : les derniers vestiges de son château comme la chapelle Saint-Alban sont détruits dans les années 1960-1970, seule demeure la villa Monoyer (et quelques maisons bourgeoises notamment rue des Dahlias et rue du Dr Paul Diday).
De son patrimoine industriel demeure le remarquable château Sans-Souci, ou château Lacassagne, ancien siège des Grandes Caves de Lyon et devenu une MJC, mais ce sont bien les fort et prison historiques de Montluc qui marquent de leur emprise les lieux. Notablement, le « quartier de la Ruche » dans l'ancien hameau du même nom se distingue dans sa partie nord entre la ligne de tramway T3 et la route de Genas par la persistance de maisons individuelles et de petits immeubles de faubourgs hérités du début du XXe siècle.

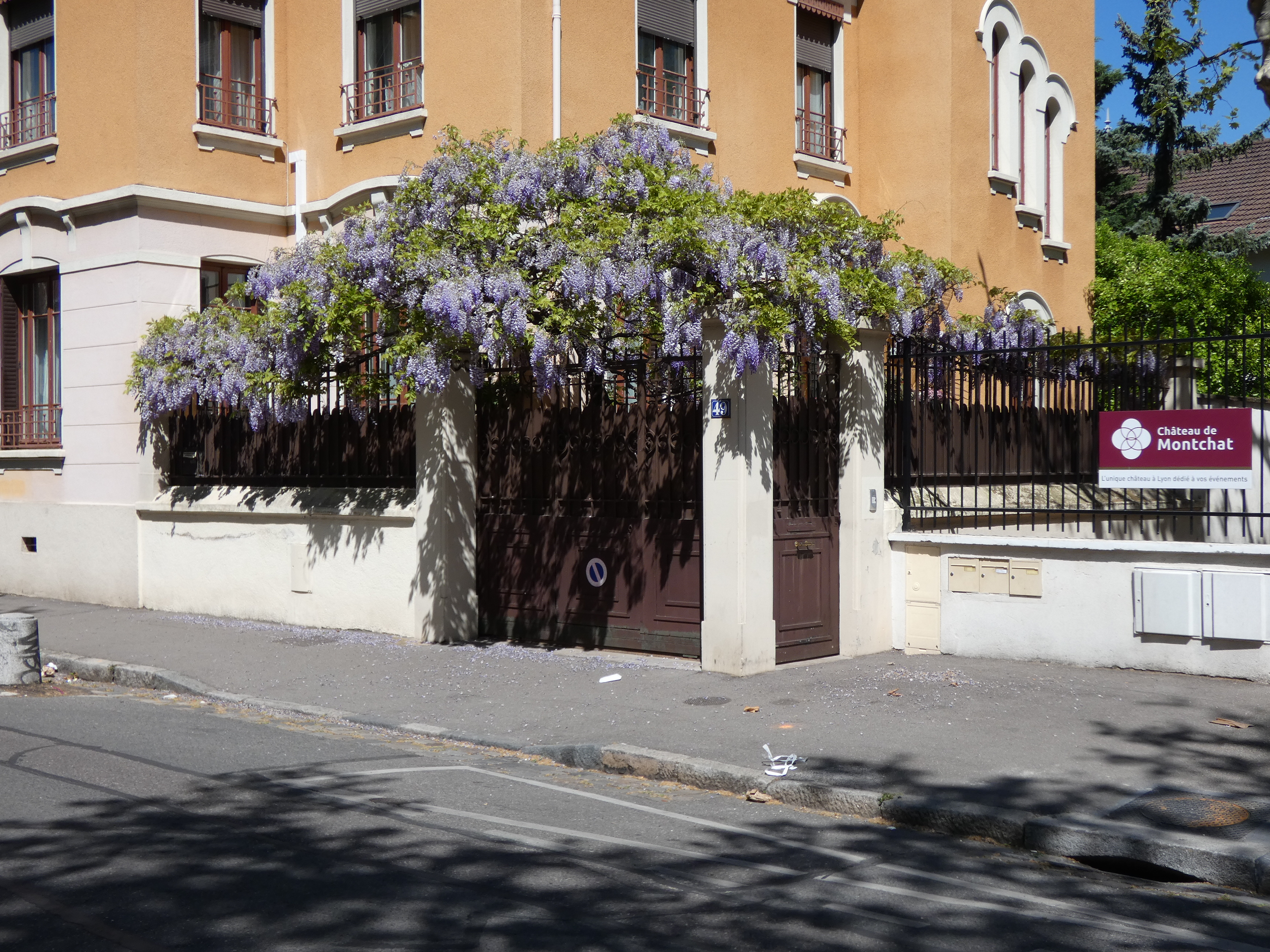
Le festival des glycines à Montchat

Le « quartier de Montchat » est compris entre la route de Genas, le boulevard périphérique et l'avenue Lacassagne qui le sépare du quartier Grange Blanche. Il doit son nom et son origine à la maison forte qui remonte au XVIe siècle mais largement réaménagé par Eugène Viollet-le-Duc. Durant la deuxième moitié du XIXe siècle, Jean-Louis-François Richard-Vitton y aménage un lotissement dont certaines rues portent encore les noms de ses proches. Largement préservé, cet héritage architectural en fait aujourd'hui un quartier à la fois verdoyant et très bourgeois, les familles y appréciant les parcs Chambovet et Georges Bazin, ainsi que son festival des glycines.
Le « quartier de Grange Blanche » qui inclut l'hôpital Édouard-Herriot se situe entre le 3e et le 8e arrondissement. Il est centré autour de la place d'Arsonval qui donne sur l'entrée principale de l'hôpital Édouard-Herriot, le centre de lutte contre le cancer Léon Bérard, l'école d'infirmière Rockefeller et une unité de l'université Lyon I. Ce quartier a en effet vu le jour au XXe siècle pour doter Lyon d'un grand hôpital dont l'architecte fut Tony Garnier ; après le déménagement du CIRC à Gerland, la tour Guillot-Bourdeix va être rénovée et transformée en logements.

### 6earrondissement

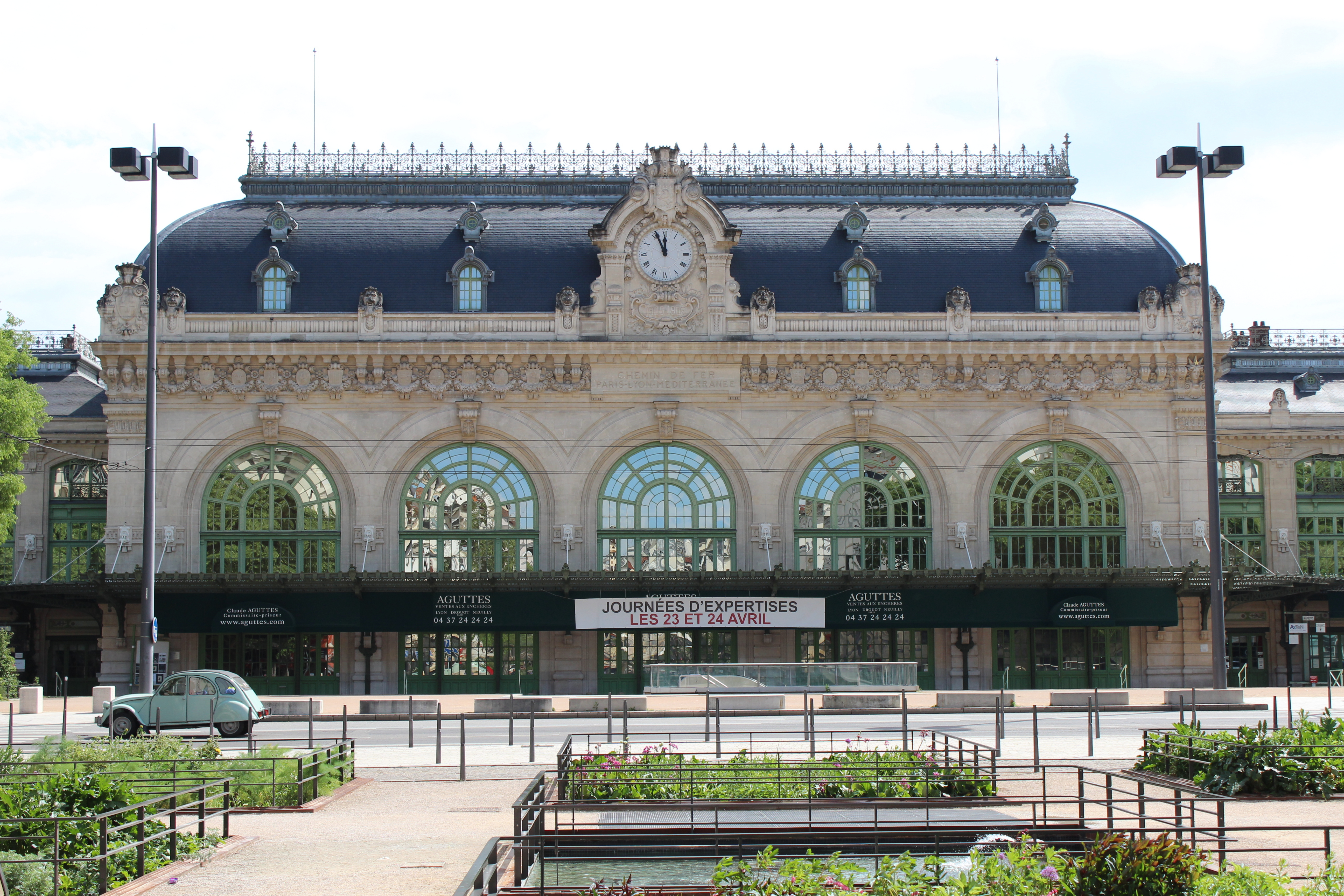
L'ancienne gare de Lyon-Brotteaux

Le « quartier des Brotteaux » a désigné historiquement à lui seul tout l'espace compris dans le 6e arrondissement. Longtemps marécageux jusqu'aux travaux de Morand, il s'urbanise fortement au XIXe siècle et peu à peu ce nom devient réservé à la partie centrale qui fait face à l'ancienne gare de Lyon-Brotteaux. Au nord du quartier des Brotteaux se trouve le lycée du Parc, plus prestigieux établissement public de classes préparatoires de la ville ; la station Masséna marque la limite avec la Tête d'Or et Foch.
Le « quartier de la Tête-d'Or » est célèbre pour son parc qui abrite une roseraie, un lac, un parc animalier et de nombreuses serres ; il constitue un vaste ensemble qui représente en superficie à peu près un quart de l'arrondissement. Le huppé boulevard des Belges y est bordé de beaux immeubles et d'hôtels particuliers, ainsi que par le musée Guimet dont celui de Paris est une copie conforme. C'est à ce titre le quartier des consulats étrangers et de la très grande bourgeoisie.
Le « quartier Foch » a pour centre la place du maréchal Lyautey mais se déploie aussi autour de celles de Puvis de Chavannes au nord et Edgard-Quinet au sud. Son axe principal est le cours Franklin-Roosevelet où se trouve le cœur de l'activité commerciale de l'arrondissement. Il est délimité par les quais du Rhône, le cours Lafyette, la rue Garibaldi et la rue Duquesne. Suivant un plan à damier, ses longues rues d'époque haussmannienne abritent également de nombreux bars et restaurants, ainsi que l'ancien hôtel du gouverneur militaire et l'église néo-classique Saint-Pothin.
La Cité internationale de Lyon se situe depuis 1995 derrière le parc à la place des bâtiments de la foire de Lyon ; c'est un complexe économique et culturel relié au centre-ville par une nouvelle voie sur berges, le quai Charles de Gaulle et au Parc de Saint-Clair de l'autre côté du Rhône par la passerelle de la Paix. Il a été dessiné par l'aarchiecte Renzo Piano et accueille notamment le Musée d'Art contemporain de Lyon, ainsi qu'un casino, des restaurants, une salle de concert, un espace de congrès ainsi que des logements d'habitation aux populations particulièrement aisées.
Le « quartier de Bellecombe » du nom de la rue Bellecombe et de l'église Notre-Dame de Bellecombe prolonge l'arrondissement au-delà de la gare des Brotteaux. C'est un quartier situé entre le cours Lafayette, la ligne de chemin de fer et la commune de Villeurbanne au niveau de la place Charpennes. La plupart de ses rues passent de Lyon à Villeurbanne en changeant simplement de nom, où le quartier se fait appeler les Charmettes côté villeurbannais. Le quartier a été désenclavé par le passage des lignes T1 et T4 du tramway mais demeure très résidentiel et le plus abordable de l'arrondissement.

### 7earrondissement

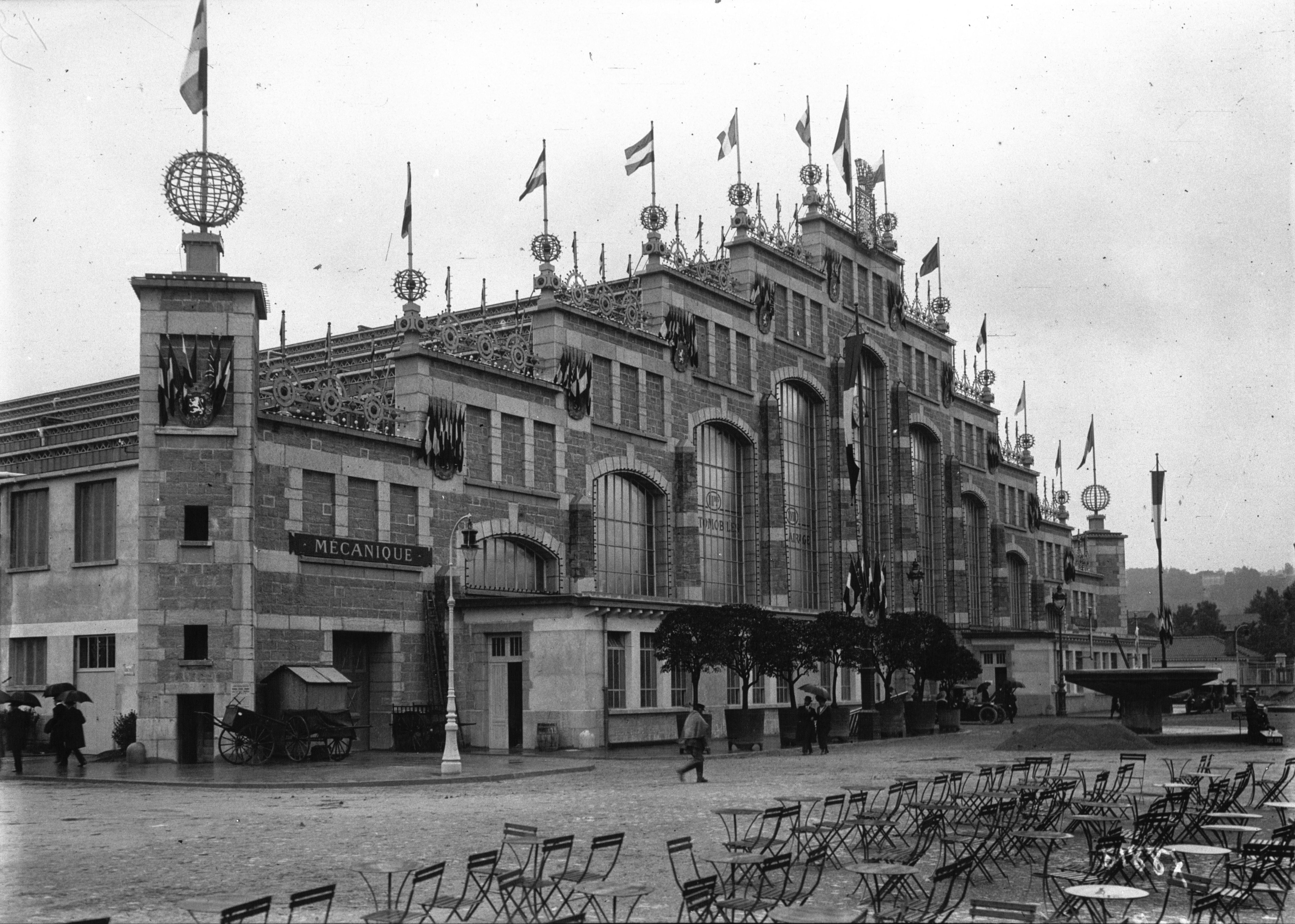
Halle T. Garnier à Gerland en 1914

Cet arrondissement comprend quatre principaux quartiers : Gerland au sud, La Guillotière-Saint Louis (dit Guillotière Sud) au nord, entre les deux le quartier Jean Macé où la place accueille la mairie du 7e arrondissement, et tout à l'est le quartier autour du parc Blandan.

#### Le quartier de Gerland-la Mouche
Le quartier de Gerland est surtout connu pour abriter le stade de rugby et des activités économiques dont le Biodistrict de Gerland à la pointe du secteur pharmaceutique avec la présence de l'institut Mérieux et de l'institut Pasteur ; mais c'est aussi un quartier de vie qui profite du parc Henry-Chabert, des concerts de la Halle Tony-Garnier et de la présence des nombreux étudiants de l'ENS de Lyon et de l'EM Lyon entre autres. Ce quartier historiquement très ouvrier est en pleine reconstruction, ayant progressivement perdu la majeure partie de ses grands sites industriels à forte emprise spatiale ; il se reconstruit désormais autour des ZAC du Bon-Lait et des Girondins.

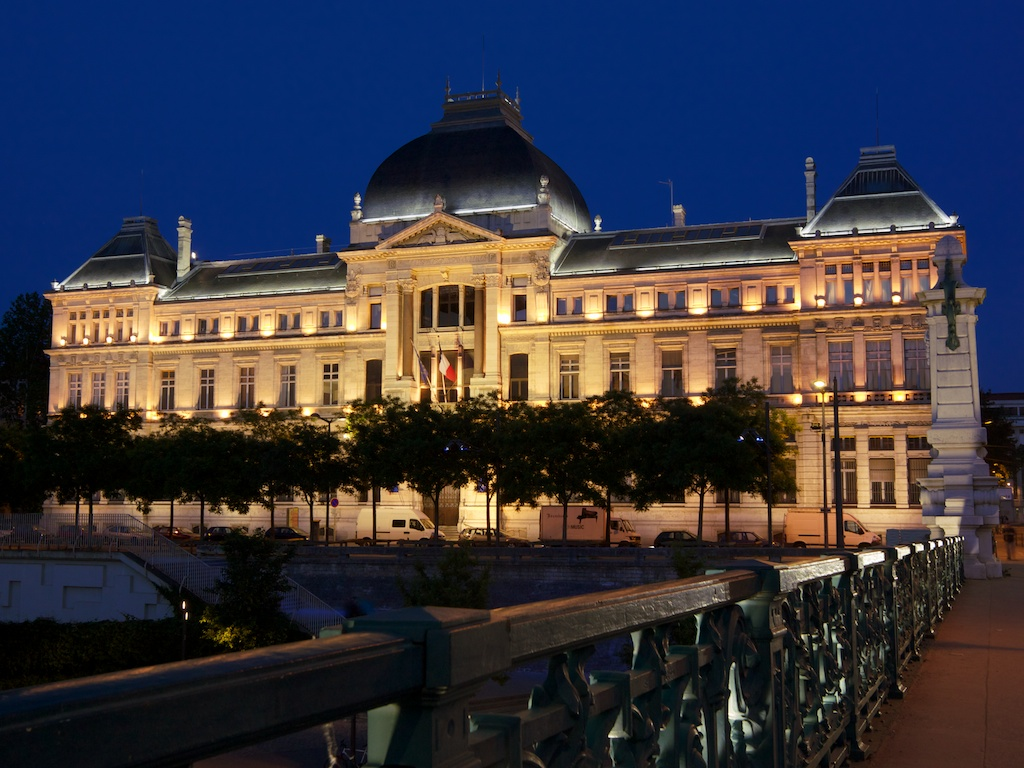
Palais de l'Université Lyon III de nuit

Le quartier de « la Mouche » désignait autrefois la partie nord du quartier de Gerland du fait des nombreux lônes qui s'y trouvaient mais ce nom est largement tombé en désuétude à mesure qu'il s'est urbanisé en perdant de sa spécificité et en s'intégrant de plus en plus au quartier de Gerland à proprement parler. Il a donné son nom au bateau-mouche. Tout à l'inverse, à l’extrémité sud du 7e arrondissement, se développe dans une zone réservée le port Édouard-Herriot qui fait face à la commune d'Oullins reliée à Gerland par la ligne B du métro qui traverse le quartier du nord au sud. Gerland est également relié à la Confluence par la ligne T1 du tramway et au 8e arrondissement par la ligne T6.

#### La partie sud de la Guillotière
Le quartier de « la Guillotière Sud » vient du nom de l'ancienne commune en rive gauche du Rhône et annexée à la ville de Lyon au XIXe siècle ; c'est un des quartiers les plus anciens de la plaine alluviale du Rhône qui se situe entre le cours Gambetta et l'avenue Berthelot, délimité à l'est par la rue Garibaldi et à l'ouest par les berges du Rhône (quai Claude-Bernard) où se trouvent les sites historiques des universités lyonnaises : Lumière (Lyon II) et Jean Moulin (Lyon III). C'est un quartier ouvrier anciennement lié à l'immigration mais aujourd'hui très contrasté socialement selon un gradient croissant de richesse nord-sud dont l'axe est la très populaire rue de Marseille :
- le quartier chinois de Lyon au nord-ouest entre les quais et la rue de Marseille qui abrite de nombreux restaurants et épiceries de tout l'est asiatique ;
- le quartier africain entre la Grande rue de la Guillotière et le cours Gambetta où se multiplient les maquis non loin du Carrefour des Cultures Africaines ;
- le quartier des universités autour des deux palais historiques des facultés situés sur les quais et leurs bâtiments plus récents le long de la rue de l'université ;
- le quartier Saint-Louis entre l'avenue Jean-Jaurès et la rue Garibaldi qui est un espace largement gentrifié par les étudiants et des familles de cadres ;
- le quartier de la place Mazagran qui est à la fois un espace de réelle mixité sociale et le front de la gentrification qui concentre de nombreux lieux alternatifs.Carrousel du parc Sergent-Blandan

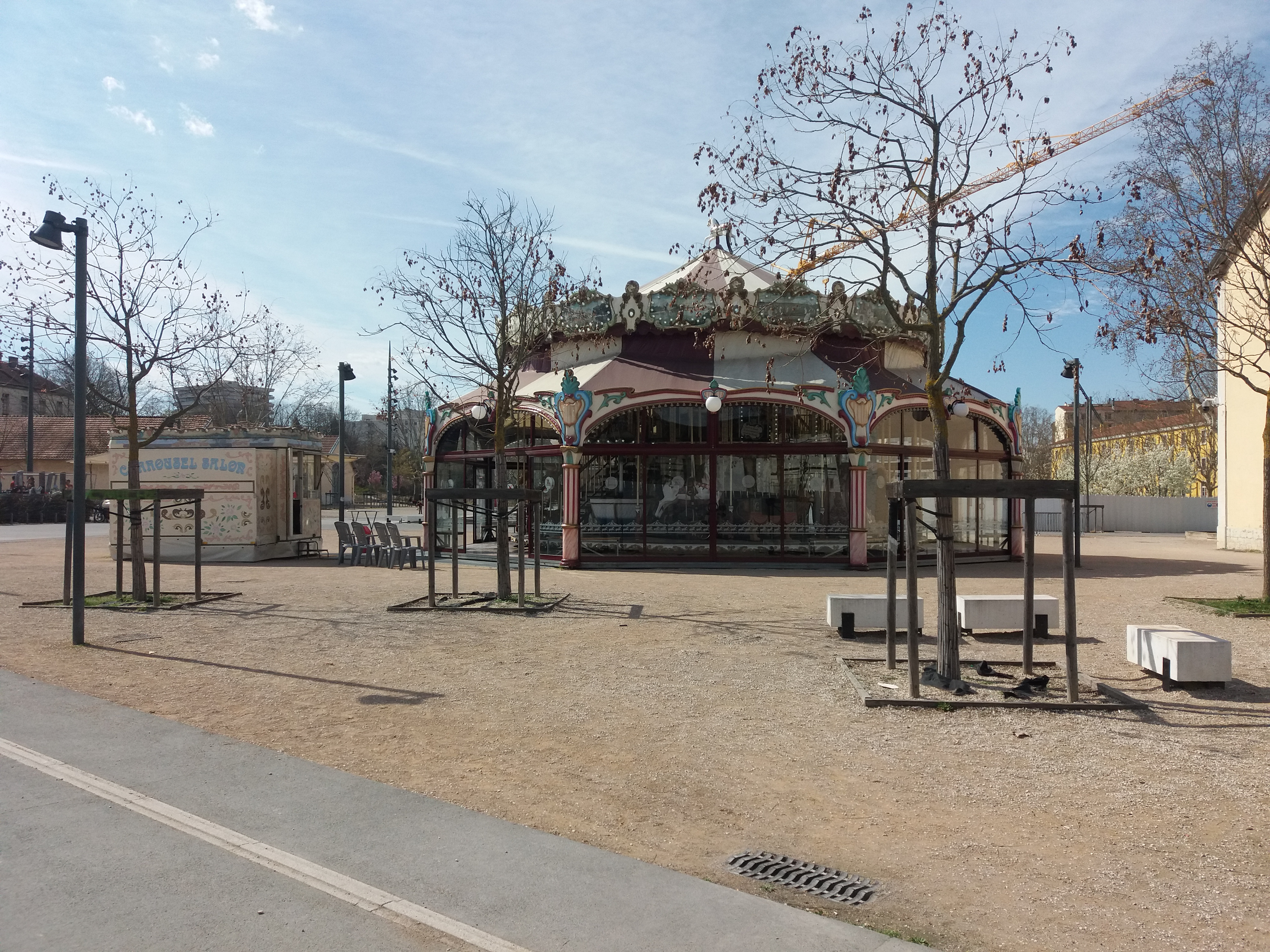
Carrousel du parc Sergent-Blandan

Le quartier du « Sergent Blandan », appelé parfois « Stalingrad-Lamothe », est plus excentré en direction du 8e arrondissement et son urbanisation est plus récente avec de nombreuses constructions d'après-guerre ; toutefois, le réaménagement de la caserne Sergent-Blandan, ex-Fort Lamothe, en un grand parc arboré au début des années 2010 a redynamisé le quartier et lui a donné une identité  plus affirmée. Il est également mieux intégré grâce aux lignes de tramway T2 au sud et T4 à l'est, même s'il reste assez enclavé au sud et à l'est par la jonction de ces mêmes voies ferrées qui portent également les TER et TGV en direction des gares Part-Dieu et de Perrache.

### 8earrondissement
Le 8e arrondissement comprend deux quartiers essentiels sur lesquels reposent sa constitution puisqu'il a été créé en 1959 par le détachement d'une partie de l'ancien 7e arrondissement appelée le « quartier de Monplaisir » et du fait de la construction du « quartier des États-Unis ».
Les États-Unis
Le quartier des États-Unis est né du projet de l'architecte Tony Garnier pendant la période de l'entre-deux-guerres mais il a été repris et terminé dans les années cinquante avec la période d'urbanisation qui a suivi la reconstruction d'après-guerre. C'est donc un ensemble cohérent d'urbanisme caractéristique de la seconde moitié du XXe siècle qui a été construit ici et s'étend jusqu'à la commune de Vénissieux.
Monplaisir

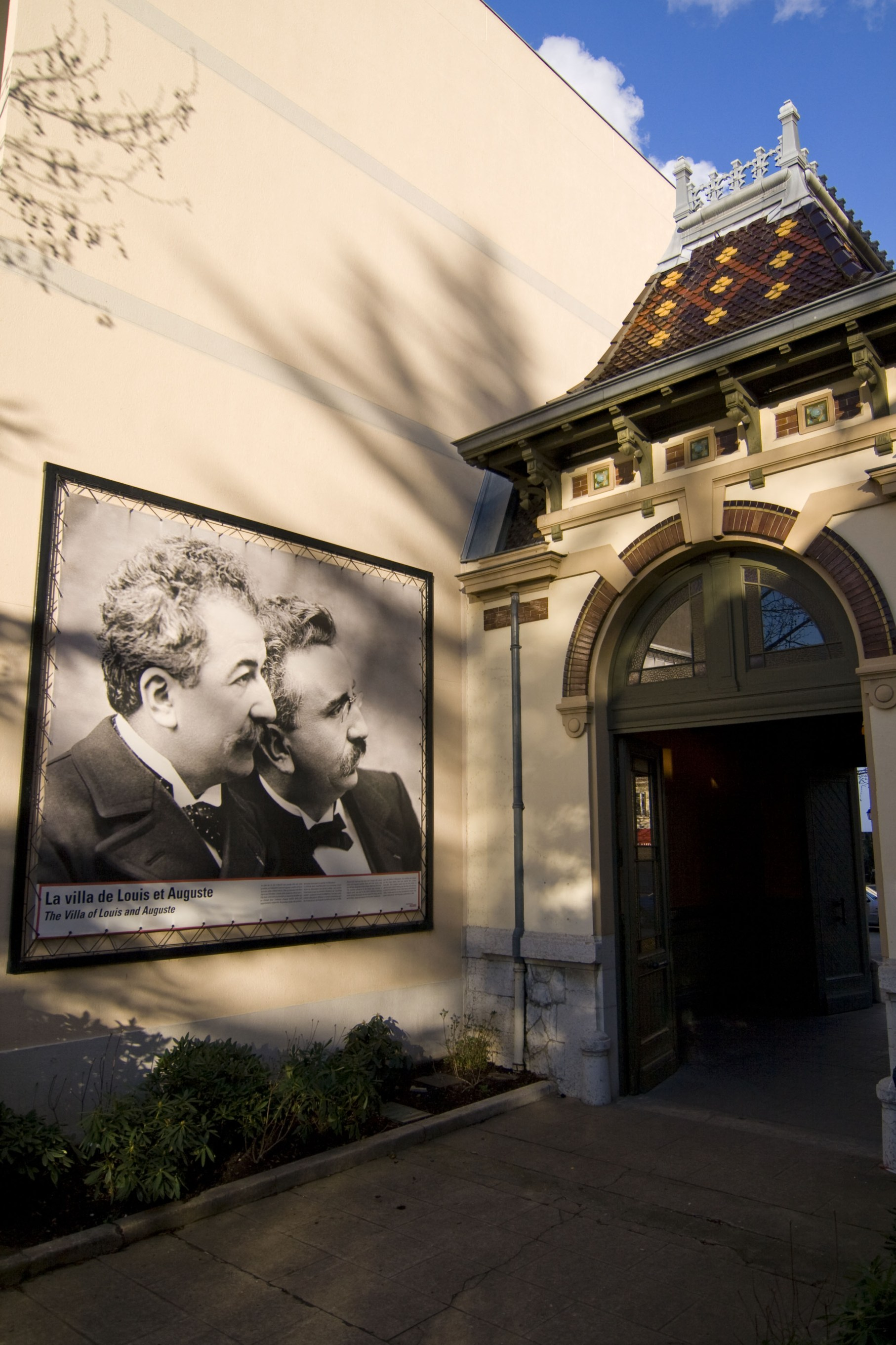
Affiche et villa de l'Institut Lumière

Le quartier de Monplaisir s'articule autour de la place Ambroise Courtois (ex place de Monplaisir) qui donne sur la rue du Premier film. Comme son nom l'indique, le cinéma des frères Lumière est né ici dans les usines des frères Lumière où ont été en effet tournées les premiers séquences de cinéma. Outre ce nom de rue, la famille Lumière est bien représentée dans le quartier puisqu'on trouve aussi une avenue des frères Lumière ainsi qu'une rue Antoine Lumière.
L'arrondissement est complété par d'autres quartiers moins étendus :
- Le quartier du Bachut et son jet d'eau donnant sur l'avenue Berthelot élargie. Des travaux importants ont permis d'élargir l'avenue Berthelot, d'aménager le carrefour route d'Heyrieux-avenue Jean Mermoz et de bâtir un vaste complexe administratif (la mairie du 8e arrondissement) et culturel (le théâtre).
- Le quartier du Grand Trou, centré sur l'église Saint-Vincent de Paul et la place Belleville.
- Le quartier du Moulin-à-vent se répartit entre le 8e arrondissement et la commune de Vénissieux. Il est limité par le quartier de Gerland (ouest du 7e arrondissement), le boulevard périphérique Laurent Bonnevay au sud et du quartier du Grand Trou du côté nord.
- Le quartier Mermoz, avec son avenue éponyme qui le traverse, est un quartier récent qui part du quartier du Bachut pour aller jusqu'au centre commercial des Galeries Lafayette sur la commune de Bron et jouxte le Parc de Parilly.
- Le quartier Grange Blanche : voir 3e arrondissement.